# Михришах-султан
Михришах-султан (осман. مهرشاه سلطان‎), также известна как Гюрджю Гюзели («грузинская красавица»); (1745 — 16 октября 1805) — вторая жена османского султана Мустафы III, мать султана Селима III, валиде-султан.

## Биография

### Происхождение
Михришах-султан была по происхождению грузинкой, год её рождения неизвестен. Её считали красивой и она была известна, как «грузинская красавица».

### Наложница и валиде-султан
Михришах-султан вошла в гарем султана Мустафы III в качестве рабыни и стала наложницей султана. Затем она получила титул «баш кадын», что сделало её старшей женой султана. Среди детей Мустафы III и Михришах-султан историки упоминают по крайней мере двоих детей дочь Шах-султан, родившуюся в 1761 году, а также единственного сына, родившегося в 1762 году — будущего султана Селима III. В честь рождения шехзаде Селима были устроены празднества, которые продолжались целую неделю.
В 1774 году после смерти Мустафы III была отправлена в Старый дворец, где она прожила до 1789 года. 7 апреля 1789 года новым султаном стал её сын Селим III и на следующий день, Михришах-султан была перевезена во дворец Топкапы. Султан Селим III встретил свою мать и трижды поцеловал её руку, а затем преклонил перед ней колено. После восшествия на престол сына она стала носить титул валиде-султан.
Михришах-султан никогда не вмешивалась в государственные дела, а её сын Селим III каждый день заходил в покои своей матери и беседовал с ней о городских проблемах.

### Последние годы жизни
Скончалась 16 октября 1805 года во дворце Топкапы в возрасте 60 лет после непродолжительной болезни. Её тело было похоронено в тюрбе Михришах Валиде-султан, который был построен при её жизни.

## Благотворительность
В 1792 году были построены казармы Хумбарахане, которые стали первой крупной военной постройкой. В 1793 году по её приказу была построена мечеть Халыджиоглу. В 1795 году по её инициативе был построен Комплекс Михришах-султан, который включает в себя тюрбе, имарет и себиль.
По её приказу были построены несколько фонтанов, среди которых были чешме в районе Кылычали в Бешикташе (1797), чешме около мавзолея Михришах Валиде-султан и фонтан около мавзолея Силахтара Юсуфа-паши. Масштабное строительство фонтанов позволило обеспечить питьевой водой жителей районов Стамбула, где ощущалась нехватка воды.

## Образы в кино
- «Султан-невольник» (2012) — актриса Ипек Тенолджай.